# Ñancay
Ñancay é uma junta de governo da província de Entre Ríos, na Argentina.